# 小行星9237
小行星9237（英語：9237）是一颗围绕太阳公转的小行星。1997年4月2日，林肯近地小行星研究小组在索科罗发现了此天体。
这颗小行星的绝对星等为14.96286等。